# Liste der Baudenkmale in Inglewood
Die Liste der Baudenkmale in Inglewood umfasst alle vom New Zealand Historic Places Trust (NZHPT) als „Historic Place“ oder „Historic Area“ eingestuften Baudenkmale und Flächendenkmale der neuseeländischen Ortschaft Inglewood. Die Angaben stammen aus dem Register des NZHPT. Die Bezeichnungen der Baudenkmale orientieren sich an diesem Register. In die Liste werden auch bekannte Wahi Tapu (Area), kulturell und religiös bedeutsame Stätten und Gebiete der Māori, aufgenommen. Sie werden jedoch meist nicht publiziert.

| Bild                | Bezeichnung                        | Ort       | Anschrift                                        | Beschreibung                    | Bauzeit   | Eintrag            | Nummer | Kat. |
| ------------------- | ---------------------------------- | --------- | ------------------------------------------------ | ------------------------------- | --------- | ------------------ | ------ | ---- |
| BW                  | Inglewood Railway Station and Yard | Inglewood | Moa Street Karte                                 | Bahnhof, ehemaliger             | 1876 (ab) | 25. September 2009 | 9352   | 1    |
| BW                  | Band Rotunda                       | Inglewood | 2 Moa Street Karte                               | Musikpavillon                   | 1911      | 1. September 1983  | 0868   | 2    |
| BW                  | War Memorial                       | Inglewood | 1 Matai Street Karte                             | Kriegsdenkmal, Erster Weltkrieg | 1924      | 1. September 1983  | 0879   | 2    |
| BW                  | Deem and Shearer Building          | Inglewood | 1 Kelly Street und Matai Street Karte            | Geschäftshaus                   | 1878      | 1. September 1983  | 0870   | 2    |
| BW                  | Nelson’s Bakery and old bakehouse  | Inglewood | 45 Rata Street und Cutfield Street Karte         | Bäckerei und Backhaus           | 1928–1932 | 1. September 1983  | 0871   | 2    |
| BW                  | Sacred Heart Church (Catholic)     | Inglewood | 23 Standish Street und 3 Carrington Street Karte | Kirche, katholische             | 1899      | 1. September 1983  | 0874   | 2    |
| BW                  | St Andrew's Church (Anglican)      | Inglewood | 108 Rata Street Karte                            | Kirche, anglikanische           | 1922–1923 | 1. September 1983  | 0875   | 2    |
| Shoe Store Building | Shoe Store Building                | Inglewood | 58 Rata Street und 42 Richmond Street Karte      | Laden                           | 1923      | 1. September 1983  | 0876   | 2    |
| BW                  | Town Hall                          | Inglewood | 34 Cutfield Street Karte                         | Gemeindesaal                    | 1913      | 1. September 1983  | 0877   | 2    |